# Emiel Planckaert
Emiel Planckaert (Kortrijk, Bélgica, 22 de octubre de 1996) es un ciclista belga que fue profesional entre 2018 y 2020.
Sus hermanos Baptiste y Edward son también ciclistas profesionales.

## Palmarés
2016
- Gran Premio de Marbriers[2]

## Equipos
- Lotto Soudal (stagiaire) (2017)[3]
- Sport Vlaanderen-Baloise (2018-2020)